# Альфонс Созанський
Альфонс Созанський (хресне ім'я Антоній; 1755, Дусівці — 11 червня 1817, Василів) — церковний діяч, ієромонах-василіянин, педагог, проповідник.

## Життєпис
Альфонс Созанський походив із дрібношляхетського роду Созанських. Родовим гніздом вважається с. Созань у Перемишльській землі (нині с. Созань Самбірського району Львівської області).
Народився 1755 року в с. Дусівці Перемишльської землі Руського воєводства Речі Посполитої (нині село Низини на Закерзонні в Польщі, у Перемишльському повіті Підкарпатського воєводства). Син Якова і Марії.
23 жовтня 1773 року вступив до Василіянського Чину на новіціят у Добромильський монастир, де через рік 27 жовтня 1774 року склав вічні обіти. Направлений спочатку до Сатанівського монастиря на початкові студії, а звідти 23 вересня 1775 року прибув до Лаврівського монастиря на студії риторики і філософії (1775—1778). Після філософії отримав призначення на вчителя класу інфіми у Дрогобицькій василіянській школі. У грудні 1780 року прибув до Лаврова, де 26 грудня отримав піддияконські свячення з рук владики Максиміліяна Рилла. Перший рік богослов'я (1780/1781) вивчав у монастирі святого Юра у Львові, а на другий рік богословських студій приїхав до Лаврова (5 жовтня 1781). По завершенні богослов'я 2 лютого 1782 року в Страшевичах коло Самбора отримав ієрейські свячення з рук владики Рилла.
У Літописі василіянського монастиря в Лаврові, писанім латинською і польською мовами, занотовано під днями 25 травня ст. ст. і 24 червня 1783 року, що під час відпустів «kazanie miał X. Alfons Sozański i mówił po rusku» (проповідь мав о. Альфонс Созанський і говорив по-руськи).
У 1784 році призначений парохом і проповідником у Добромильському монастирі. З початку 1790-х років виконував обов'язки пароха у селі Василів (нині Томашівського повіту Люблінського воєводства, Польща).
Помер 11 червня 1817 року у Василеві.

## Зауваги
1. ↑  У 1776-1781 роках студентом Львівської колегії театинів був Андрій Созанський (нар. бл. 1758) син о. Якова Созанського, ймовірно, брат Альфонса Созанського. Див.: — Dmytro Blažejovskyj. Byzantine Kyivan rite students in Pontifical Colleges, and Seminaries, Universities and Institutes of Central and Western Europe (1576—1983), AOSBM, Sectio I. — Vol. 43. — Rome, 1984. — P. 114. (англ.)
2. ↑  Тогочасне греко-католицьке духовенство проповідувало переважно польською мовою, хоча були й винятки, як оцей у Лаврівському монастирі, про який записано у монастирській хроніці.